# Berchemiella
Berchemiella es un género de plantas de la familia Rhamnaceae.

## Taxonomía
Berchemiella fue descrito por Nakai y publicado en Botanical Magazine 37: 30, en el año 1923. La especie tipo no designada.

## Especies
- Berchemiella berchemiifolia (Makino) Nakai
- Berchemiella crenulata (Hand.-Mazz.) Hu
- Berchemiella koreana Nakai
- Berchemiella wilsonii (C.K.Schneid.) Nakai
- Berchemiella yunnanensis Y.L.Chen & P.K.Chou